# 明纹花松鼠
明纹花松鼠（学名：Tamiops mcclellandii）为松鼠科花松鼠属的动物。分布于东南亚各地，包括西藏、云南等地，多见于热带森林。该物种的模式产地在阿萨姆。

## 亚种
- 明纹花松鼠巴尔比亚种（学名：Tamiops mcclellandii barbei），Blyth于1847年命名。在中国大陆，分布于云南（西南部）等地。该物种的模式产地在缅甸。[3]
- 明纹花松鼠蒙自亚种（学名：Tamiops mcclellandii inconstans），Thomas于1920年命名。在中国大陆，分布于云南（东南部）等地。该物种的模式产地在云南蒙自。[4]
- 明纹花松鼠指名亚种（学名：Tamiops mcclellandii mcclellandii），Horsfield于1839年命名。在中国大陆，分布于西藏、云南（西部）等地。该物种的模式产地在阿萨姆。[5]

## 保护
本种于2023年被收录入《有重要生态、科学、社会价值的陆生野生动物名录》。